# Liste von Kleindenkmalen und Skulpturen in Veringenstadt
In der Liste von Denkmalen und Skulpturen in Veringenstadt werden öffentlich zugängige Skulpturen, Plastiken, Reliefs, Tafeln und andere Kleindenkmale in der baden-württembergischen Stadt Veringenstadt und ihren Ortsteilen Veringendorf und Hermentingen aufgeführt, unabhängig davon, ob sie unter Denkmalschutz stehen oder nicht.
| Nr. | Bezeichnung                                                                       | Bild | Adresse / Gewann / Lage                                                                                               | Jahr          | Beschreibung, Inschrift, geschichtlicher Hintergrund, Maße (Höhe × Breite × Tiefe), Material, Erhaltungszustand (mit Zeitangabe der Bestandsaufnahme). |
| --- | --------------------------------------------------------------------------------- | --- | --- | ------------- | --- |
| 1   | Historischer „Hochweg“ Richtung Inneringen/Riedlingen                             | historischer „Hochweg“ Veringenstadt Richtung Inneringen | Gewann Beim Bildstöckle. 48° 10′ 25″ N, 9° 13′ 51″ O                                                                  | ca. 1500      | [ 1 ] |
| 2   | Sühnekreuz im Büttnautal                                                          | Sühnekreuz in Veringenstadt am Beginn des Büttnautales | Katzensteig, Benzingerstraße, Beginn des Büttnautales. Flst. Nr. 1853. 48° 10′ 52″ N, 9° 10′ 52″ O                    | 1764          | Das Sühnekreuz am Beginn des Büttnautales. Flst. Nr. 1853 Wenn die Benzinger schnell nach Veringenstadt hinunter wollen, benutzen sie einen Waldweg. Er führt am Ursprung der Büttnau vorbei und heißt „Katzenstoigle“. Da also steht am Weg ein altes Steinkreuz. Es war so in die Erde gesunken, dass es 1962 freigelegt werden musste. Es ist aus einem Stück gehauen, massig und schwer. Auf seinem Querarm trägt es die Jahreszahl 1764 in großen lateinischen Buchstaben. Die Berichte über den Stein gehen auseinander. 40 Menschen, die die Pest hinweggerafft habe, seien hier begraben, was aber schwer mit der Jahreszahl in Einklang zu bringen ist. Es sei ein „Mordkreuz“ heißt es dann wieder. Im Jahre 1487 sei an dieser Stelle ein Veringer Arzt namens Eberhard von einem gewissen Hans Ruger umgebracht worden. — Der Form dieses ungeschlachten Steines nach darf man annehmen, dass er lange vor 1764 gestanden hat. — Dass für diese Totenmale Stein verwendet wurde, hat nicht den Zweck der Haltbarkeit, sondern einen viel tieferen Grund. Nach der Vorstellung der damaligen Zeit irrte die Seele des Ermordeten ruhelos umher. Nur ein Stein war im Stande, ihr eine Ruhestätte zu geben, gleich der, die der Körper im Grab gefunden hat. Als diese Vorstellungen durch den christlichen Glauben ersetzt wurden, setzte man statt eines einfachen Steines ein Kreuz, als Sinnbild der Erlösung. Deshalb galt es auch als schweres Verbrechen, den Stein zu beschädigen oder zu beseitigen. |
| 3   | Inschrift am Felixfelsen                                                          | Inschrift im Felixfelsen in Veringenstadt | Büttnautal. 48° 10′ 37″ N, 9° 10′ 59″ O                                                                               | 1831          | Inschrift: Hier stürzte / am Karfreitag 1831 / Felix Gauggel von / Harthausen / Sch, / im Alter von 24 Jahren / mit seinem Pferd / zu Tode. / Gott sei seiner armen / Seele gnädig. |
| 4   | Erzgruben                                                                         | Veringenstadt Erzgrube im Gewann Eschle. | Gewann Eschle 48° 9′ 48″ N, 9° 14′ 51″ O                                                                              | ca. 1850      | Erzgruben Veringenstadt |
| 5   | Gefallenendenkmal Deutscher Krieg 1866.                                           | Gefallenendenkmal Deutscher Krieg 1866 in Veringenstadt | Friedhof Deutstetten, Deutstetter Str. 43. 48° 11′ 4″ N, 9° 12′ 49″ O                                                 | 1866          | Inschrift des Denkmals: „Denkmal für Silver Göggel Musketier der 4ten Comp: 7ten Reinisch: Infanteri Regiment No: 69.“ Inschrift rechte Seite: „Gestorben zu Pardubltz in Böhmen d: 5t: August 1866 Alter 24 Jahr 3 Monat“. Inschrift linke Seite: „Gewidmet von seinen Waffenbrüdern und Freunden“ |
| 6   | Grabstein Pfarrer Andreas Göggel                                                  | Grabstein Pfarrer Andreas Göggel | Friedhof Deutstetten, Deutstetter Str. 43. 48° 11′ 4″ N, 9° 12′ 52″ O                                                 | 1870          | Grabstein Pfarrer Andreas Göggel. * ??; † 4. Feb. 1870. |
| 7   | Kriegerdenkmal des Deutsch-Französischen Krieges 1870–1871.                       | Kriegerdenkmal des Deutsch-Französischen Krieges 1870–1871. | Friedhof Deutstetten, Deutstetter Str. 43. 48° 11′ 4″ N, 9° 12′ 49″ O                                                 | 1871          | Inschrift des Denkmals: „Denkmal für die gefallenen Krieger im Feldzug gegen Frankreich im Jahr 1870/71. Gefreiter Hermann Deigendesch. Karl Mattes, Grenadier, gefallen in der Schlacht bei St. Privat am 18. August 1870: 4. Garde-Grenadier-Regiment Königin, 7. Companie. Füsilier Philipp Kohler.“ |
| 26  | Grotte und Gedenkstein im Büttnautal                                              | Grotte und Gedenkstein in Veringenstadt am Beginn des Büttnautales | Katzensteig, Benzingerstraße, Beginn des Büttnautales. Flst. Nr. 1853. 48° 10′ 52″ N, 9° 10′ 52″ O                    | 1967          | Gedenkstein an den Tod eines Italieners, der vermutlich zum Eisenbahnbau nach Veringenstadt kam und an dieser Stelle starb. Der Platz wurde lange Zeit von R. Gauggel und K. Bantle aus Benzingen gepflegt. Inschrift: 19(Herz)67 / Maria mit / dem Kinde lieb / uns allen Dein / Segen gib. / L. Bignotti / Italien Höhe 1,20 m. Material Stein. |
| 9   | Grabstein Pfarrer Mathäus Winter                                                  | Grabstein Pfarrer Mathäus Winter. (* 1. Dez. 1845 in Jungingen; † 18. Juli 1898 in Veringenstadt) | Friedhof Deutstetten, Deutstetter Str. 43 48° 11′ 4″ N, 9° 12′ 52″ O                                                  | 1898          | Grabstein Pfarrer Mathäus Winter. * 1. Dez. 1845 in Jungingen; † 18. Juli 1898 in Veringenstadt. |
| 8   | Bildstock Büchle                                                                  | Bildstöckle Veringenstadt | Gewann Büchle, Flst. Nr. 3837. 48° 11′ 36″ N, 9° 12′ 3″ O                                                             | 1890–1900     | Um 1890–1900 suchte bei einem Gewitter ein Fuhrmann mit seinem Ochsengespann in diesem kleinen Buchenwald Schutz. Da schlug ein Blitz ein und tötete die beiden Tiere. Der Fuhrmann kam jedoch mit dem Schrecken davon und stiftete anschließend den kleinen Bildstock. Im Jahre 2016 wurde der Bildstock bei Fällarbeiten vom ursprünglichen Baum an einen benachbarten Baum angebracht. Höhe 70 cm. Breite 30 cm. Material Holz. |
| 28  | Bildstock Eich                                                                    | Bildstock Eich Veringenstadt | Alter Harthauser Weg. Gewann Eich, Flst. Nr. 3796.                                                                    | ca. 1970      | Früher befand sich an dieser Stelle ein hölzerner Bildstock: Um 1970 ersetzte der Harthauser Bürger Silver Pfaff den Bildstock durch einen Gedenkstein. Inschrift: Ave Maria Material Stein mit Messingplatte. Höhe 1 m. Breite 70 cm. |
| 12  | Kreuz vor der St. Nikolauskirche                                                  | Kreuz St. Nikolaus-Kirche Veringenstadt | Kirchberg 133 48° 10′ 45″ N, 9° 12′ 44″ O                                                                             | 1935          | |
| 19  | Geschmiedetes Kreuz                                                               | Geschmiedetes Kreuz Veringenstadt | Ecke Gayernstraße / Amselweg Flst.Nr. 3864/7 48° 11′ 17″ N, 9° 12′ 42″ O                                              | ca. 1958      | Ende der fünfziger Jahre wurde das Eisenkreuz von Karl Friedrich angefertigt und gestiftet. 2002 wurde es von Adolf Fellinger wieder neu hergerichtet. Höhe 2,20 m. Breite 0,80 m. Material: Stein und Eisen. |
| 13  | Hirschwirt’s-Kreuz                                                                | Feldkreuz Veringenstadt | Gewann Irrgang, Harthauser-Straße, Flst. Nr. 332/1 48° 10′ 55″ N, 9° 12′ 22″ O                                        | ca. 1940      | Das Kreuz wurde vom Wirt der Gaststätte Hirsch gestiftet. Neben der Gaststätte betrieb er die größte Brauerei von Veringenstadt. Höhe ca. 4,00 m. Breite ca. 1,30 m. Material Holz. Im Jahr 2003 zeigte es durch Verwitterung starke Risse und Beschädigung. |
| 11  | Feldkreuz                                                                         | Feldkreuz Veringenstadt | Harthauser Str. 31 48° 10′ 56″ N, 9° 12′ 13″ O                                                                        | ca. 1930      | |
| 39  | Feldkreuz                                                                         | Feldkreuz Veringenstadt | Gewann Irrgang, Nähe Harthauser-Straße, Flst. Nr. 4225 48° 10′ 50″ N, 9° 12′ 6″ O                                     | 1988          | Dieses Kreuz mit kleinem Dach wurde 1988 von der Familie Eugen Hospach neu aufgestellt, nachdem das vorherige alt und morsch wurde und deshalb umgefallen war. Höhe ca. 4,00 m. Breite ca. 1,50 m. Material Holz. |
| 14  | Friedhofskreuz                                                                    | Friedhofskreuz Veringenstadt | Friedhof Deutstetten, Deutstetter Str. 43 48° 11′ 3″ N, 9° 12′ 50″ O                                                  | 1941          | Im Kriegsjahr 1941 hat der aus Veringenstadt gebürtige Erzbischöfliche Protonotar Domdekan und Generalvikar Adolf Rösch, Ehrenbürger der Stadt Veringen, das bisherige große Friedhofskreuz gestiftet. Im Jahre 2000 ließ der Bürgermeister a. D. Stefan Fink kurz vor seinem Tod den Christus-Korpus restaurieren und am Tag vor seiner Beisetzung wurde der Korpus wieder angebracht. Nachdem die Standfestigkeit des Kreuzes nicht mehr gewährleistet war ergriff Agnes Fink-Moschkon im Jahre 2016 die Initiative, das alte Kreuz durch ein neues zu ersetzen. Robert und Johannes Schmid sowie Gerold Karkosz übernahmen die örtliche Organisation und zahlreiche Vorarbeiten. Sie bewerkstelligten ehrenamtlich den Abbau des alten Kreuzes, die Instandsetzung der tragenden Fundamenteisen sowie Reparaturen und das Wiederanbringen der Bedachung. Karl Riester und Robert Schmid stellten gut gelagertes Eichenholz zur Verfügung. Die Fa. Ruckwid wurde mit dem Sägen und der Oberflächenbearbeitung der Balken, sowie dem Aufrichten des Kreuzes beauftragt. Mit der Restaurierung des ursprünglichen Christus-Korpus aus dem Jahre 1941 wurde der Restaurator Willi Mayer aus Langenenslingen betraut. Die Gesamtkosten übernahm die August Moschkon - Stephan Fink - Stiftung. Das Kreuz wurde an Allerheiligen 2017 von Pfr. Freier geweiht, dem 600. Jahr der Wallfahrt nach Deutstetten. Höhe ca. 5,00 m. Breite ca. 1,50 m. Material Eiche mit Kupferdach. |
| 17  | Säge-Kreuz                                                                        | Veringenstadt Sägekreuz. Gestiftet 1946. Restauriert 1998. Im Bild: Hieronymus Nitz, Erzabt von Kloster Beuron und Bürgermeister a. D. Stefan Fink.                                                                                          | Deutstetter Str. 31, Flst. Nr. 1382/1. 48° 10′ 56″ N, 9° 12′ 48″ O                                                    | ca. 1947      | An dieser Stelle stand bereits vor dem Jahr 1717 ein Wegekreuz. Gestiftet von Viktoria Kohler 1946 zur Erinnerung an ihre beiden im Zweiten Weltkrieg gefallenen Söhne Otto (Kaufmann; * 14. Juli 1923; gefallen 31. August 1944) und Berthold (Gymnasiast; * 12. Februar 1926; gefallen 18. November 1944). Durch Stefan Fink 1998 restauriert. Im Bild: Hieronymus Nitz, Erzabt Kloster Beuron und Bürgermeister a. D. Stefan Fink. Inschrift: Gedenket derer, / die fern der Heimat / in Gottes heiligen / Frieden ruhen / 1939 - 1945. Höhe ca. 4,00 m. Breite ca. 1,40 m. Material Holz mit Kupferdach. |
| 18  | Grabkreuz und Gedenkplatte von Dr. Eduard Peters                                  | Sühnekreuz | Friedhof Deutstetten, Deutstetter Str. 43 48° 11′ 3″ N, 9° 12′ 51″ O                                                  | 1948          | Grabkreuz und Gedenkplatte von Prähistoriker Eduard Peters. (* 9. April 1869 in Halberstadt; † 21. Mai 1948 in Veringenstadt), der die Höhlenausgrabungen in Veringenstadt leitete. |
| 20  | Kriegerdenkmal                                                                    | Denkmal für die Kriegsopfer in Veringenstadt - Deutstetten | Friedhof Deutstetten, Deutstetter Str. 43 48° 11′ 4″ N, 9° 12′ 49″ O                                                  | ca. 1958      | Für die Errichtung einer Gedächtnisstätte für die Toten der beiden Weltkriege wurden dem Gemeinderat von Veringenstadt vier Entwürfe (Modelle) vorgelegt und zwar von Bildhauer Volk aus Jungnau, Bildhauer Lorch aus München, Bildhauer Walter Schmider aus Rottenburg und Kunstmaler G. Dietrich aus Sigmaringen. Die Entwürfe waren sehr verschiedenartig, doch sehr schnell erhielt der Vorschlag von Bildhauer Schmider aus Rottenburg die meiste Sympathie. Der Vorschlag sah vor, auf der Terrasse des damaligen Kinderfriedhofes vor der Deutstetter Kirche für jedes Jahr des Krieges 1914–18 und 1939–45 ein Steinkreuz in steigendem Ausmaß aufzustellen, um die stetig steigende Anzahl der Gefallenen und Vermissten zu verdeutlichen. Vermutlich aus Kostengründen wurde letztlich eine einheitliche Größe umgesetzt. Dadurch, dass für jedes Jahr des Krieges ein Kreuz aufgestellt wurde, wird sichtbar, dass im ersten Kriegsjahr des Zweiten Weltkrieges noch kein Veringer Bürger gefallen ist, während im letzten Kriegsjahr der Platz für die Namen fast nicht ausreicht. Diese Kreuze sind in Wellenlinie aufgestellt und führen zum Mittelpunkt, dem Auferstandenen. In der Sitzung des Gemeinderates am 25. Oktober 1958 wurde die Errichtung der Kriegergedächtnisstätte einstimmig beschlossen. Die Namen aller Einheimischen Gefallenen u. Vermissten und die gefallenen Angehörigen der Flüchtlinge, die seit dem Kriege nach Veringenstadt zugezogen waren, sollten an ehrenvoller Stelle für „ewige Zeiten“ festgehalten werden. Eingeweiht am 5. Juli 1959 durch Pfarrer Fridolin Abberger. Die Kosten betrugen 12.000 D-Mark. |
| 21  | Strüb-Brunnen oder Rathaus-Brunnen                                                | Rathausbrunnen Veringenstadt | Im Städtle 117 48° 10′ 43″ N, 9° 12′ 44″ O                                                                            | Juni 1957     | Der Rathaus-Brunnen ist ein besonderes Schmuckstück von Veringenstadt. Er wurde von dem Inzigkofer Künstler Günther Dietrich (* 1921) geschaffen. Der Brunnen setzt einem Sohn der Stadt ein Denkmal, der jahrhundertelang vergessen war: der Maler und Bildhauer Jakob Strüb, der um 1500 gelebt hat und in der Literatur als „Meister von Sigmaringen“ bekannt ist. Außerdem werden auf sechs Reliefen die interessantesten Kapitel der Geschichte von Veringenstadt dargestellt, dessen Grafengeschlecht im Mittelalter eine bedeutsame Rolle gespielt hat und die Städte Isny, Riedlingen, Stockach und Gammertingen gründete. Die historische Szenenfolge auf dem unteren Teil des Brunnens beginnt mit der Grundsteinlegung zur Burg im Jahr 1134 und zeigt dann die Verleihung des Marktprivilegs durch Gesandte des Königs Rudolf von Habsburg Anno 1285. Der Veringer Hexenprozess aus dem Jahr 1680, die Anschwemmung eines Wallfahrtsbildes und Motive aus dem ständischen Handwerk sind weitere Szenen des historischen Streifzuges, der bis in die Gegenwart reicht; zwei der Bilder zeigen die Aufnahme der Flüchtlinge nach dem Zweiten Weltkrieg und eine Gemeinderatssitzung. |
| 23  | Mammut-Wegweiser zur Göpfelsteinhöhle                                             | Mammut-Wegweiser zur Göpfelsteinhöhle in Veringenstadt. | Kirchberg 138 48° 10′ 43″ N, 9° 12′ 49″ O                                                                             | 1938          | Mammut-Wegweiser zur Göpfelsteinhöhle in Veringenstadt. 1938 im Auftrag der Stadt Veringen gefertigt durch Bildhauer Volk aus Sigmaringen, später in Jungnau wohnhaft. |
| 25  | Neandertaler-Skulptur                                                             | Neandertaler-Skulptur auf der unteren Lauchertbrücke. | Unterstadt 3 48° 10′ 43″ N, 9° 12′ 37″ O                                                                              | 1965          | Neandertaler-Skulptur auf der unteren Lauchertbrücke. Einweihung am 31. Dezember 1965 durch Regierungspräsident Willi Birn und Bürgermeister Stefan Fink. Entwurf: Adolf Rieth, Tübingen. Bildhauer: Eduard Raach, Eningen. |
| 15  | Feldkreuz                                                                         | Veringenstadt Feldkreuz am Schneckengarten. | Gewann Schneckengarten Flst. Nr. 1090/4129. 48° 10′ 41″ N, 9° 13′ 11″ O                                               | 1943          | Veringenstadt Feldkreuz am Schneckengarten. Das Kreuz wurde 1943 während des II. Weltkrieges errichtet. Stifter ist nicht bekannt. Höhe ca. 4,00 m. Breite ca. 1,60 m. Material Holz. |
| 22  | Feldkreuz alter Weg Richtung Inneringen                                           | Feldkreuz in Veringenstadt. Zwischen den Gewannen Hüfte und Bildstöckle. Errichtet 1960. | Zwischen den Gewannen Hüfte und Bildstöckle, Flst. Nr. 1050. 48° 10′ 32″ N, 9° 13′ 26″ O                              | 1960          | Dieses Kreuz wurde von Anton Rösch gestiftet. |
| 27  | Metzgers-Kreuz                                                                    | Veringenstadt. Feldkreuz alter Weg Richtung Inneringen im Gewann Bildstöckle. | Gewann Bildstöckle, Flur Hasenbühl, Flst. Nr. 769. 48° 10′ 26″ N, 9° 13′ 46″ O                                        | ca. 1970      | Das erste Kreuz an dieser Stelle wurde 1947 von Landwirt und Metzgermeister Gottfried Göggel als Dank für die gute Rückkehr aus Krieg und Gefangenschaft gestiftet. Es wurde um 1970 von einem Blitzschlag zerstört und wieder neu aufgestellt. Um 1990 wurde es neu gerichtet. Höhe ca. 3,80 m. Breite ca. 1,70 m. Mit kleinem Holzdach und schöner Christusfigur. Material: Holz. |
| 30  | Kehlenkreuz                                                                       | Veringenstadt Kreuz auf der Kehlen an der Bundesstraße 313. Mit den Jahreszahlen: 1878 / 1813 / 313 / 1913. | An der B313, Gewann Kehlen 48° 10′ 26″ N, 9° 12′ 31″ O                                                                | 1978          | Veringenstadt Kreuz auf der Kehlen an der Bundesstraße 313. Mit den Jahreszahlen: 1878 / 1813 / 313 / 1913. |
| 16  | Feldkreuz Berglehof                                                               | Feldkreuz auf dem Berglehof am Ausgang des Büttnautales in Veringenstadt | Veringendorfer-Weg, Berglehof, am Ausgang des Büttnautals. Flst. Nr. 1528. 48° 10′ 21″ N, 9° 12′ 2″ O                 | 1947          | Veringenstadt am Ausgang des Büttnautals. gestiftet von Rosina und Maria Häberle. Höhe ca. 4,00 m. Breite ca. 1,40 m. Material Holz. |
| 38  | Feldkreuz Büchle                                                                  | Veringenstadt. Feldkreuz am Büchle, in der Nähe des Kalkofens. | Gewann Büchle, Flst. Nr. 236. 48° 11′ 34″ N, 9° 11′ 47″ O                                                             | 1985          | Das Feldkreuz Büchle stand bis zum Neubau eines Wasserreservoirs etwas weiter nördlich. Das Kreuz wurde 1985 von Fridolin Ruf und Josef Wagner neu gestiftet. Das Kreuz wurde 2017 entfernt. Höhe ca. 4 m. Breite ca. 1,40 m. Material Holz. |
| 24  | Feldkreuz Höfle                                                                   | Veringenstadt, Feldkreuz im Höfle. | Gewann Höfle, Flst. Nr. 669. 48° 11′ 4″ N, 9° 14′ 16″ O                                                               | 1965          | Das Feldkreuz Höfle wurde von der Familie Anton Lieb 1965 gestiftet und errichtet. 1998 wurde es neu gestrichen und mit einem gewölbten Dach versehen. Höhe ca. 4 m. Breite ca. 1,30 m. Material Holz. |
| 29  | Tafel Edith-Stein-Haus                                                            | Haustafel Edith Stein | Am Kirchberg, Edith-Stein-Haus 48° 10′ 46″ N, 9° 12′ 43″ O                                                            | ca. 1975      | Haustafel Edith Stein. Sitz der Sozialstation St. Martin Veringen-Gammertingen. |
| 31  | Kalkofen                                                                          | Veringenstadt Am Kalkofen. | Gewann Büchle, Flst. Nr. 3571. 48° 11′ 36″ N, 9° 11′ 41″ O                                                            | 1979          | Im September 1978 wurde mit dem Bau eines Kalkofens begonnen. Auf dem Platz, auf dem bis in das 18. Jahrhundert Kalk gebrannt wurde, sind noch Spuren von gelöschtem Kalk, halbgebrannte Steine, sowie verbrannter Erdboden gefunden worden. Auf zwei Steinblöcken, die als Original des früheren Kalkofens noch vorhanden waren, wurde das Fundament für den neuen Ofen gesetzt. Er wurde so aufgebaut und gestaltet, dass eine zusätzliche überdachte Grillstelle entstand. Am 19. Juni 1979 wurde Richtfest gefeiert und am 8. September 1979 wurde der Kalkofen feierlich der Bevölkerung übergeben. Die Ortsgruppe Veringenstadt des Schwäbischen Albvereins hat in ihrer Freizeit etwa 750 Stunden mit 15 Helfern dafür gearbeitet. Höhe 3,50 m. Breite: 2,50 m. |
| 33  | Äußeres Kreuz                                                                     | Veringenstadt Äußeres Kreuz beim Sportheim. | Lieshofstraße beim Sportheim. 48° 11′ 20″ N, 9° 12′ 10″ O                                                             | ca. 1980      | Zu diesem Kreuz führten früher viele Öschprozessionen. |
| 34  | Skulptur der Volksheiligen Notburga                                               | Skulptur der Volksheiligen Notburga | Am Kirchberg. 48° 10′ 45″ N, 9° 12′ 43″ O                                                                             | ca. 1980      | Die Skulptur befindet sich auf dem Treppenweg in einer Nische des Hauses. Sie wurde von Stefan Fink gestiftet. Höhe ca. 0,80 cm. Breite ca. 0,35m. Material Holz. |
| 35  | Skulptur Raphael und Tobias                                                       | Skulptur Raphael und Tobias auf der oberen Lauchertbrücke in Veringenstadt. Das Bild entstand bei der Einweihung am 9. Mai 1982. Pfarrer Nikolaus Spath, Ansprache Bürgermeister a. D. Stefan Fink, rechts davon MdB Dr. Hermann Schwörer.   | Inneringer Str. 1 48° 10′ 42″ N, 9° 12′ 51″ O                                                                         | 27. März 1982 | Skulptur Raphael und Tobias auf der oberen Lauchertbrücke in Veringenstadt. Künstlerin: Gisela Bär (* 1920, † 1991) aus Pforzheim. Das Bild entstand bei der Einweihung am 9. Mai 1982. Pfarrer Nikolaus Spath, Ansprache Bürgermeister a. D. Stefan Fink, rechts davon MdB Dr. Hermann Schwörer. |
| 32  | Feldkreuz Buchhof                                                                 | Feldkreuz Buchhof Veringenstadt | Gewann Buchhof 48° 10′ 24″ N, 9° 14′ 41″ O                                                                            | 1980          | Dieses Kreuz wurde 1986 anlässlich der Goldenen Hochzeit von Gottfried und Anna Göggel gestiftet. Höhe ca. 4,00 m. Breite ca. 1,40 m. Material Holz. |
| 36  | Bader-Ann                                                                         | Bader-Ann Veringenstadt | Deutstetter Str. 9 48° 10′ 43″ N, 9° 12′ 39″ O                                                                        | 1994          | 1994 errichtete Skulptur zur Erinnerung an die 1680 als „Hexe“ hingerichtete Bader-Ann in Veringenstadt. Künstlerin: Monika Geiselhart (Reutlingen), hergestellt in der Kunstgießerei Strassacker (Süßen) |
| 37  | Stele Flucht und Vertreibung                                                      | Stele Flucht und Vertreibung | Im Städtle 48° 10′ 43″ N, 9° 12′ 48″ O                                                                                | 1990          | Zuwanderungen nach Veringenstadt. Auf einer sandsteinfarbenen Granitsäule steht ein Bronzeguss mit einer Figurengruppe, die durch ein Tor in die Stadt einzieht und hier aufgenommen wird. Auf der Steinstele sind ausgewählte Wappen der ehemaligen Heimatländer von Veringer Bürgern angebracht. Künstlerin: Monika Geiselhart (Reutlingen), hergestellt in der Kunstgießerei Strassacker (Süßen). Tafelinschrift: Zuwanderungen in die neue Heimat Veringenstadt. 1250 - 1285 Zur Stadterhebung durch die Grafen von Veringen 1648 - 1660 Nach dem 30-jähr. Krieg 1945 - 1965 Nach Flucht und Vertreibung |
| 45  | Erzgräber                                                                         | Erzgräber-Skulptur in Veringenstadt | Im Städtle 86 48° 10′ 43″ N, 9° 12′ 39″ O                                                                             | Juli 2005     | Erzgräber. Inschrift: ERZGRÄBER UND ERZWÄSCHER / Bohnerzgewinnung Förderer und Sponsoren: Europäische Union und Land Baden-Württemberg. LEADER + Aktionsprogramm Oberschwaben. Landkreis Sigmaringen. OEW. / Stadt Veringenstadt. Hohenzollerische Landesbank - Kreissparkasse. Fördergemeinschaft / Strübhaus Veringenstadt e. V. Fridolin Gäßler, Architekt, Prof. Dr. Erwin Zillenbiller, / Ministerialdirigent a. D. Entwurf und Modellierung: Monika Geiselhart, Reutlingen / Guss Ernst Strassacker GmbH & CO. KG, Süssen. Juli 2005. |
| 40  | Göpfelstein-Kreuz                                                                 | Göpfelstein-Kreuz Veringenstadt | Burgweg, über der Göpfelsteinhöhle und dem Schlossbergtunnel, Hagenberg, Flst. Nr. 1327/4 48° 10′ 48″ N, 9° 12′ 36″ O | 1991          | Bereits 1911 wurde an dieser Stelle ein Kreuz erstellt. Gestiftet von Augustin Pfaff, der nach den USA auswanderte und ein großer Wohltäter der Stadt war. 1991 wurde von Willi Pfaff ein neues Kreuz gestiftet und aufgestellt. Inschrift: Schütze die Stadt / Im Kreuz ist Heil. Höhe ca. 4,00 m. Breite ca. 1,50 m. Material Holz. |
| 42  | Bildstock St. Anna-Kapelle                                                        | Bildstock Annakapelle Veringenstadt | Burgweg, Hagenberg, beim ehemaligen Obertor. Flst. Nr. 432 48° 10′ 49″ N, 9° 12′ 31″ O                                | 1998          | An dieser Stelle wurde 1515 die Anna-Kapelle erbaut, die 1817 abgebrochen wurde. Der Maler Peter Strüb war der erste Kapellenpfleger. Der Bildstock mit Motiven der Hl. Anna wurde am 1. Mai 1998 eingeweiht. Inschrift: St. Anna für ein Miteinander. Die Glasmalarbeiten erstellte Ilse Wolf aus Inneringen, die Holzarbeiten Hans Eggstein aus Veringenstadt. Höhe 2,50 m. Breite 0.50 m. Material Holz mit Hinterglasmalerei und Kupferdach. |
| 41  | Bildstock Zillenbiller-Hof                                                        | | Kleebuche, Zillenbiller-Hof, Flst. Nr. 1165. 48° 10′ 32″ N, 9° 12′ 38″ O                                              | 1995          | Der Bildstock wurde von Erwin Zillenbiller gestiftet und am 22. September 1995 aufgestellt. Das Bild zeigt den Heiligen Wendelin. Inschrift: Unser / tägliches / Brot / gib uns / heute. Höhe ca. 2,20 m. Breite ca. 0,50 m. Material Holz. |
| 43  | Feldkreuz Lieshöfe                                                                | Veringenstadt Feldkreuz bei den Lieshöfen.Das erste Kreuz an dieser Stelle wurde nach dem Zweiten Weltkrieg 1946 errichtet. Das aktuell stehende Kreuz wurde 2000 errichtet. Jeweils gestiftet von Familie Andreas Bulach senior und junior. | Lieshöfe Flst, Nr. 3261/4 48° 12′ 25″ N, 9° 11′ 12″ O                                                                 | 2000          | Das erste Kreuz an dieser Stelle wurde nach dem Zweiten Weltkrieg 1946 errichtet. Das aktuell stehende Kreuz wurde 2000 errichtet. Jeweils gestiftet von Familie Andreas Bulach Senior und Junior. Höhe ca. 3,50 m. Breite ca. 1,50 m. |
| 44  | Skulptur der Gräfin Mechthilde von Veringen, Äbtissin von Kloster Heiligkreuztal. | Veringenstadt Äbtissen Gräfin Mechthilde von Veringen | Im Städtle 70 48° 10′ 43″ N, 9° 12′ 40″ O                                                                             | ca. 2005      | Die Skulptur von Gräfin Mechthilde von Veringen, Äbtissin im Zisterzienserkloster Heiligkreuztal, 1318 bis 1336 erwähnt; Figur am ehemaligen Spitalgebäude in Veringenstadt. Höhe ca. 1,00 m. Breite ca. 0,40 m. Material: Holz |
| 10  | „Ewige Stiege“                                                                    | Veringenstadt „Ewige Stiege“ | Im Städtle ?? 48° 10′ 43″ N, 9° 12′ 45″ O                                                                             | vor 1900      | Diese Treppe wird im Volksmund „Ewige Stiege“ genannt und führt vom Städtle zur Pfarrkirche St. Nikolaus. Breite ca 1,20 m. Anzahl Stufen:. Material: Kalkstein |
| 46  | Feldkreuz im Gewann Berglehof                                                     | Feldkreuz im Gewann Berglehof | Berglehof 48° 10′ 17″ N, 9° 11′ 56″ O                                                                                 | vor 1900      | Feldkreuz im Gewann Berglehof mit Blick über das Tal der Lauchert. Der Steinsockel ist vermutlich ein alter Grabstein aus dem 19. Jahrhundert. Das metallene Kreuz wurde in der 2. Hälfte des 20. Jahrhunderts gefertigt. |

## Legende
- Bezeichnung: nennt den Namen des Denkmals, der Skulptur etc.
- Bild: zeigt ein Foto des Denkmals, der Skulptur etc.
- Adresse / Gewann: nennt die Adresse / Gewann des Denkmals, der Skulptur etc.
- Lage: zeigt die Adresse / Gewann des Denkmals, der Skulptur etc. in einer Landkarte an.
- Jahr: nennt das Jahr der Fertigstellung.
- Beschreibung: Beschreibung, Inschrift, geschichtlicher Hintergrund, Maße (Höhe × Breite × Tiefe), Material, Erhaltungszustand (mit Zeitangabe der Bestandsaufnahme).